# Masahito Ozaki
Masahito Ozaki –en japonés, 尾崎雅彦, Ozaki Masahito– (Tokio, 5 de febrero de 1958) es un deportista japonés que compitió en ciclismo en la modalidad de pista. Ganó una medalla de plata en el Campeonato Mundial de Ciclismo en Pista de 1980, en la prueba de velocidad individual.

## Medallero internacional
| Campeonato Mundial | Campeonato Mundial | Campeonato Mundial | Campeonato Mundial       |
| Año                | Lugar              | Medalla            | Competición              |
| ------------------ | ------------------ | ------------------ | ------------------------ |
| 1980               | Besanzón (Francia) | Medalla de plata   | Velocidad individual (P) |